# Stormgeo
Stormgeo (ofta skrivet StormGeo, tidigare Storm Weather Center) är Skandinaviens första privata väderföretag (grundades 1997 av Siri Kalvig tillsammans med TV2, första prognosen levererades i april 1998) jämte de stora statliga instituten (Meteorologisk Institutt i Norge och SMHI i Sverige). Företaget levererar vädertjänster till internationell marknad inom bland annat förnybar energi, energiproduktion och energihandel, olja och gas, offshoreverksamheter, flyg, internet, mobil, tv och papperstidningar. De sista åren[när?] har företaget haft störst tillväxt inom vindkraft - onshore och offshore.
Stormgeo har kontor i Norge, Sverige, Danmark, Storbritannien och USA. Huvudkontoret ligger i Bergen, Norge. Företaget förknippas först och främst med prognosverksamhet, men bedriver även forskning inom meteorologi och oceanografi. Stormgeo har även byggt upp en egen modellmiljö, som bland annat innefattar en interpolationsmetod för godtycklig ort inom de standardiserade 10-milarutor för vars hörn primärdata föreligger.
Stormgeo har tillgång till samma primärdata som SMHI, men gör sina egna bearbetningar.